# Nationale fotocollectie (Nederland)
De Nationale fotocollectie is sinds 1994 de naam van de fotocollectie die is ondergebracht in het Rijksmuseum Amsterdam.

## Geschiedenis

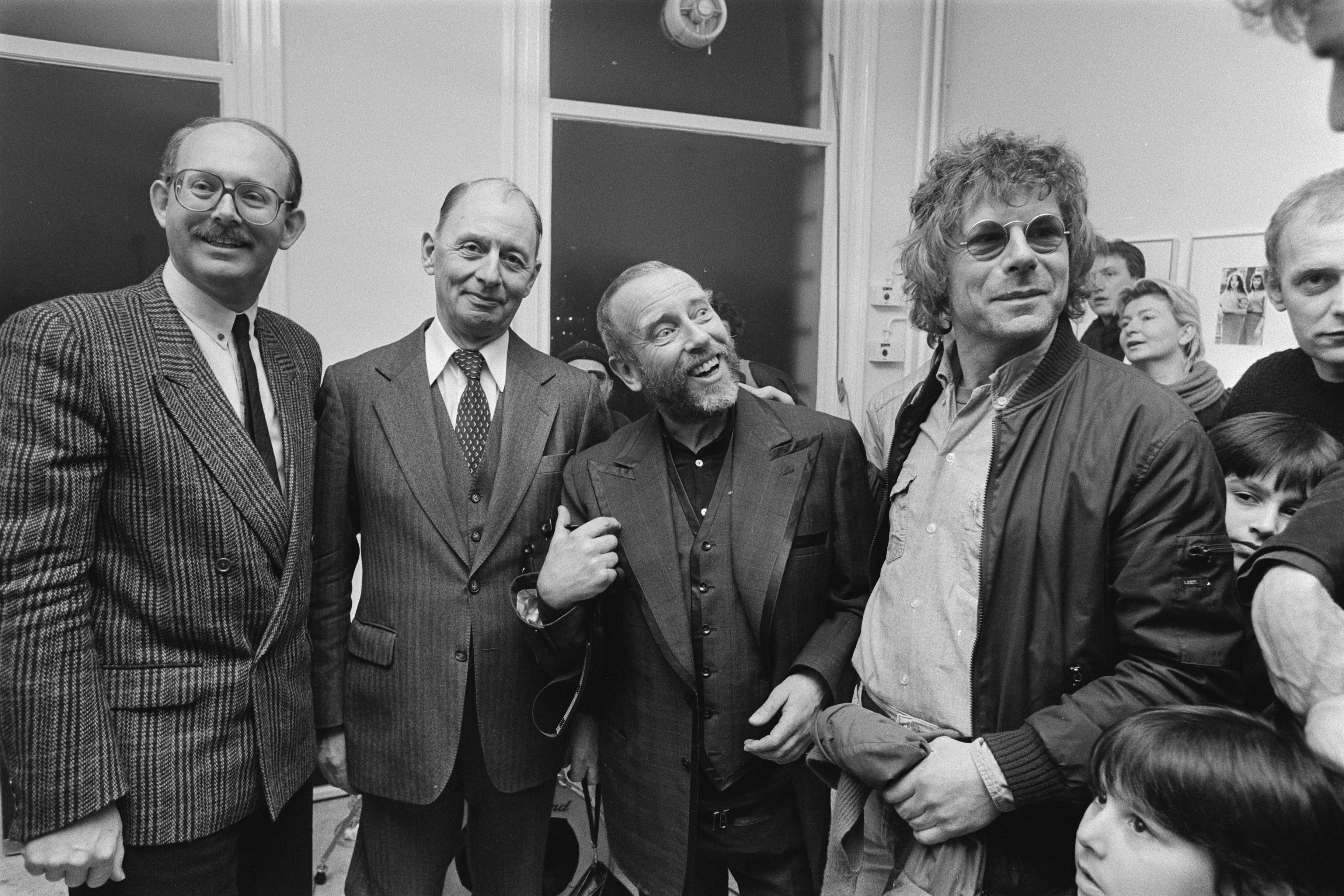
Bekendmaking van de aankoop van de "verzameling Hartkamp": v.l.n.r. ambtenaar Jan Riezenkamp, Bert Hartkamp, Ed van der Elsken en Peter Martens (januari 1985)

In januari 1994 werd de tot dan toe onder beheer van de Rijksdienst Beeldende Kunst beheerde collectie van 19e-eeuwse foto's overgedragen aan het Rijksmuseum waar zij werd aangeduid met de naam "Nationale fotocollectie". De basis van deze rijkscollectie foto's waren twee particuliere verzamelingen: die van de advocaat Bert Hartkamp (1916-1999), die zo'n 65.000 foto's omvatte, en die van de fotograaf Willem Diepraam, respectievelijk in 1984 en 1985 door het Rijk verworven. Begin jaren 1990 was de inventarisatie van de eigen collectie van het museum al begonnen. De gehele collectie, raadpleegbaar in Rijksmuseum Research Library en ondergebracht bij het Rijksprentenkabinet, was in 1996 gecatalogiseerd wat leidde tot een dubbeltentoonstelling die in het eerste halfjaar van 1996 werd gehouden en begeleid door een tentoonstellingscatalogus. De vroege collectie uit de jaren 1839 tot 1860 is ontsloten via een eigen website.

## Inhoud collectie
Naast de al genoemde verzamelingen zijn in de collectie ook nalatenschappen van enkele kunstenaars-fotografen opgenomen, zoals die van Willem Witsen en George Hendrik Breitner. In 1993 schonk de Stichting Familie Asser de foto's van hun familielid Eduard Isaac Asser (1809-1894) aan het Rijk en deze werd opgenomen in de Nationale fotocollectie; Asser was een van de vroegste amateurfotografen in Nederland. Een belangrijk onderdeel vormt de serie opdrachten die het museum jaarlijks sinds 1975 geeft in het kader van Document Nederland. In de loop der jaren werd de collectie nog uitgebreid, opnieuw met aankopen uit de collectie-Diepraam (2006-2007) maar ook de archieven van fotografen als Vincent Mentzel (2008) en Diepraam (2011).

## Fondsen
In 2000 werd het Paul Huffonds ingesteld dat het Rijksmuseum bestemd heeft voor aankopen voor de fotocollectie. Het Manfred en Hanna Heiting Fonds werd in 2005 ingesteld om jaarlijks twee postdoctorale scholarships van zes maanden te bekostigen voor fotohistorisch onderzoek in de Nationale fotocollectie.